# Mąkosin
Mąkosin [pronunciación en polaco: /mɔŋˈkɔɕin/] es una aldea ubicada en el distrito administrativo de Gmina Chynów, dentro del condado de Grójec, Voivodato de Mazovia, en el centro-este de Polonia.